# 멜로 브리즈
멜로 브리즈(Melo Breeze)는 대한민국의 음악 그룹이다. 소속사는 JF 엔터테인먼트이다.

## 구성원
- 박상훈 - 작사, 작곡 (1980년 1월 10일 ~ )
- 김제경 - 보컬 (1981년 7월 29일 ~ )

## 앨범

### 정규
- 1st Album 무드셀라 증후군 (2006년)

### 싱글
- 1st Wind (2004년)
- 2nd Wind (2005년)
- Melo Breeze Is Brewing (2008년)

### O.S.T
- 사랑하는 사람아 (SBS 드라마 사랑하는 사람아) (2007년)
- 안녕 내 사랑 (SBS 드라마 그대 웃어요) (2009년)
- 무궁화 (JTBC 드라마 나의 나라) (2019년)